# Ambositra
Ambositra, grad s 30 434 stanovnika u sredini Madagaskara, u Provinciji Fianarantsoa. Upravno je središte Regije Amoron'i Mania i Distrikta Ambositra, a od 1999. i središte rimokatoličke dijeceze.
Danas je grad poznat po svojim drvodjeljcima koji su manje-više pripadnici Zafimanirija, jednog od plemena malagaškog naroda Betsileo koji su uz Imerine većinsko stanovništvo grada.

## Povijest
Ambositra i njena okolina imali su burnu povijest. Na planini Ambositra Tompon'anarana (1865 m) udaljenoj 5 km od središta grada je u 18. stoljeću bila rova (kraljevska prijestolnica) tadašnjeg vladara toga dijela zemlje Mpanaline II. Tadašnja rova imala je Tranovolu (kraljevski dvor), Tandapu (kuću za kraljeve savjetnike), dvije kraljevske grobnice i Kianju (prostor za javne skupove). Cijela rova bila je okružena obrambenim jarkom. Rovu Ambositra srušio je 1811. godine imerinski kralj Radama I. nakon što je porazio vojsku Mpanaline II.Danas je na istom mjestu podignuta vjerna preslika Rove Ambositra, koja je poznato turističko odredište.
Po lokalnoj legendi grad je dobio ime zbog velikog broja kastriranih goveda zebu (malgaški: ombi vositra), koja su pripadala kralju Mpanalini II. Iz tog je izvedeno ime Ambohibositra (selo kastriranih goveda) da bi od tog nastalo današnje ime Ambositra. Ambositra se kao grad u današnjem smislu te riječi počela formirati početkom 20. stoljeća kad je odabrana za upravno središte toga kraja, u doba francuske kolonijalne uprave.
Dolaskom europskih misionara Ambositra je postala važno središte za širenje katoličanstva, za razliku od Antananariva koji je uglavnom bio pod nadzorom protestantske crkve.

## Geografska i klimatska obilježja
Ambositra se nalazi na jugoistoku malgaške središnje visoravni na prosječnoj nadmorskoj visini od 1 350 metara, središte grada leži na brdu okruženom brojnim poljima riže.
Klima je oceanska s primjesama tropske i umjerene kontinentalne, koja je ugodnija od one u obalnom dijelu Madagaskara gdje vlada vruća tropska klima. 

## Gospodarstvo i promet
Grad ima veliku katoličku kadedralu i benediktinski samostan, par hotela, srednju školu i bolnicu.
Ambositra je udaljena oko 254 km u pravcu jugoistoka od glavnog grada Madagaskara Antananariva i oko 90 km od provincijskog središta Antsirabea. Grad je središte poljoprivrednog kraja u kojem se najviše uzgaja riža, a koncern Tiko (hrana) je jedan od najvećih poslodavaca. Većina stanovnika bavi se poljoprivredom i stočarstvom.

## Vanjske poveznice
- Ambositra Madagascar’s City, na portalu MTTC  Arhivirana inačica izvorne stranice od 14. veljače 2014. (Wayback Machine)
- Fotografije iz Ambositre na portalu TravelPod
- Fotografije iz Ambositre, na portalu rachid.koucha  Arhivirana inačica izvorne stranice od 20. rujna 2015. (Wayback Machine)